# Pseudocyste
Een pseudocyste is een onnatuurlijke holte in een biologisch lichaam die ontstaat door verweking van weefsel. Het is eigenlijk een ophoping van ontstekingsvocht, waar na zes weken een kapsel omheen wordt gevormd. De pseudocyste kan blijven bestaan of in de loop van een aantal weken kleiner worden of verdwijnen. Ook kan in de pseudocyste een infectie ontstaan of kan de pseudocystewand scheuren. In tegenstelling tot een cyste heeft een pseudocyste echter geen epitheliale inkapseling.
In de pancreas kan een pseudocyste ontstaan als gevolg van een doorgemaakte acute pancreatitis. 